# Bartolomeo Valdezocco
Bartolomeo Valdezocco (Padova, 1446 – dopo il 1484) è stato un editore e giurista italiano, fautore di un'edizione a stampa del Canzoniere petrarchesco.

## Biografia
Nato nel 1446 a Padova da Alvise, dottore in legge, Bartolomeo seguì presto le orme del padre. Il patronimico derivava da un luogo geografico, identificabile con un'area nelle vicinanze del convento di Sant'Orsola, fuori le mura della città. Il suo nome e la sua attività, più che all'attività di giurista fu quella dell'editore. Conosciuto Martino di Prussia, nel 1472 fu aperta nella stessa casa di Bartolomeo la prima stamperia della città, dando alla luce le edizioni tascabili dell'Elegia di Madonna Fiammetta di Giovanni Boccaccio e il Canzoniere di Francesco Petrarca. L'edizione del Petrarca, importante per la curatela con cui questa fu realizzata da un lato, si rifaceva a degli originali custoditi a suo tempo dal discepolo di Petrarca Lombardo della Seta. L'attività editoriale di Valdezocco dovette proseguire almeno fino al 1476, poi continuò come commerciante di libri fino al 1484; non sono noti la data e il luogo di morte di Bartolomeo.